# Nahoutinga
Nahoutinga, également appelé Nahourtenga, est une commune rurale située dans le département de Zam de la province du Ganzourgou dans la région Plateau-Central au Burkina Faso.

## Santé et éducation
Nahoutinga accueille un centre de santé et de promotion sociale (CSPS) tandis que le centre médical avec antenne chirurgicale (CMA) se trouve à Zorgho.
Le village possède une école primaire publique.